# Bosanski ćilim
Bosanski ćilim je posebna vrsta ćilima, većinom orijentalnog izgleda koji predstavlja važnu kulturnu vrijednost Bošnjaka, Hrvata, Srba i ostalih naroda u Bosni i Hercegovini.
Bosna i Hercegovina je jedina europska zemlja koja ima svoj, bosanski ćilim, kao osoben vid primijenjene, narodne, tradicijske likovnosti.

## Izgled
Najobičniji bosanski ćilimi crvene su pozadine i posjeduju raznovrsne ornamente po sebi. A na krajevima kocke u obliku žaba na raznim pozadinama. Prisutna je i plava podloga za bosanske ćilime.
Bosanske ćilime krasi ljepota, bogata likovna ornamentika, kolorit. Bosanski ćilim spaja i utjecaje dalekog Orijenta i autohtonih balkanskih elemenata.
Najpoznatiji je tzv. begovski ćilim koji se izrađuje tijekom nekoliko mjeseci. Iznesen prema suncu kroz njega nije smjela proći niti jedna zraka, što bi dokazivalo gustoću tkanja, kvalitetu.
Za izradu ćilima rabi se vuna domaće ovce, i za bojanje uglavnom biljni sastojci. Od ukrasa uglavnom se rabi prava, cik-cak linija, trokut, romb, također i stilizirani motivi iz flore i faune.

## Uloga u kulturi
Bosanski ćilim ima važnu ulogu u bošnjačkoj i bosanskoj kulturi. Prije su žene same pravile ove ćilime i često su davani kao pokloni, a skoro uvijek pokrivali podove starih kuća.
U ilidžanskom naselju Vlakovo, otvorena je tkaonica bosanskih ćilima u želji da se sačuva i njeguje ćilim kao bosanskohercegovački brend.

## Vanjske poveznice
- Video o načinu pravljenja bosanskih ćilima